# Prunus andersonii
Prunus andersonii — вид квіткових рослин із підродини мигдалевих (Amygdaloideae).

## Біоморфологічна характеристика
Це кущ, дуже гіллястий, 10–20(30) дм, колючий. Гілочки зазвичай голі, рідше запушені. Листки опадні, ± сидячі; пластинки вузькоеліптичні, оберненояйцюваті, оберненоланцетні чи лопатчаті, 1–3 × 0.2–0.6 см,  краї зазвичай зубчасті, іноді нечіткі, зубці тупі, малопомітно залозисті, верхівка зазвичай гостра, іноді тупа, поверхні зазвичай голі, іноді дещо запушені. Суцвіття поодинокі або 2-квіткові пучки. Квіти розпускаються після появи листя; гіпантій дзвінчастий, 3–4 мм, зазвичай голий, рідко зовні запушений; чашолистки розпростерті, трикутні, 1.5–2.5 мм, по краях розріджено-залізисто-зубчасті, ˂війчасті˃, поверхні голі; пелюстки зазвичай темно-рожеві, іноді майже білі, еліптичні, оберненояйцеподібні або майже округлі, (5)8–11 мм. Кістянки від зеленувато-жовтого до червоно-помаранчевого забарвлення, кулясті чи асиметрично оберненояйцеподібні, 10–18 мм, густо запушені.

## Поширення, екологія
Ареал: США (Невада, Каліфорнія). Діапазон висот: від 900 до 2600 метрів над рівнем моря. Цей вид зустрічається на сухих скелястих схилах, у каньйонах і пов'язаний із чагарниками полину, піньйонськими або ялівцевими відкритими лісами.

## Використання
Пустельний персик є третинним генетичним родичем японської сливи (P. salicina), абрикоса (P. armeniaca) і сливи P. cerasifera.

## Загрози й охорона
Основні загрози для біорізноманіття в Каліфорнії включають як втрату середовища проживання через розвиток людини, так і інтродукцію немісцевих видів. Однак прямі загрози цьому виду залишаються невідомими. Передбачається пасивне збереження цього виду in situ через його присутність у таких національних парках Каліфорнії: Національний парк Секвоя, Національний парк Кінгз-Каньйон, Національний парк Долина Смерті та Національний парк Йосеміті. Однак у цих національних парках немає спеціального активного захисту цього виду, і немає федерального законодавства, яке б захищало його.

## Галерея

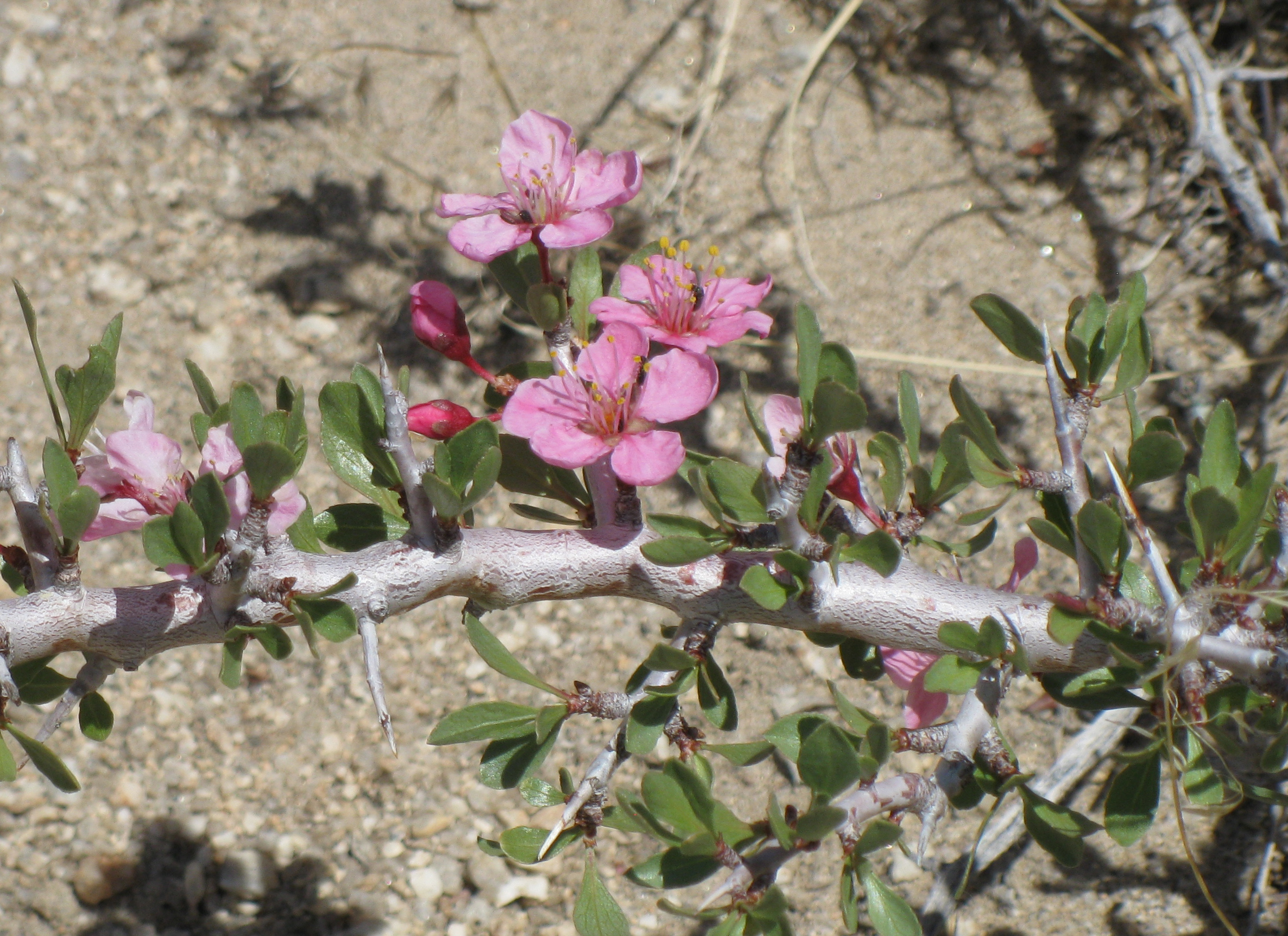
гілка з листками, „колючками“ й квітками
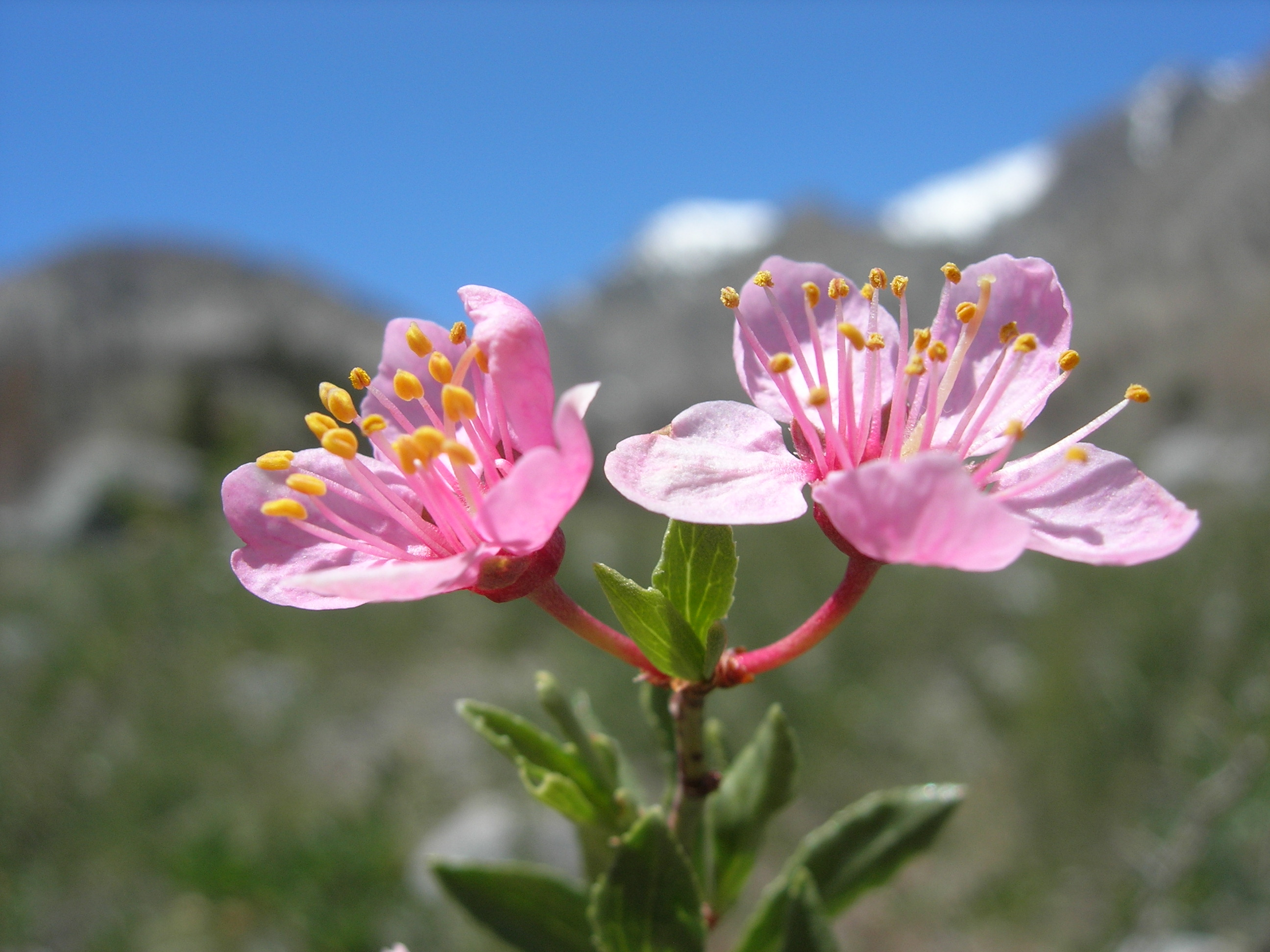
квітки
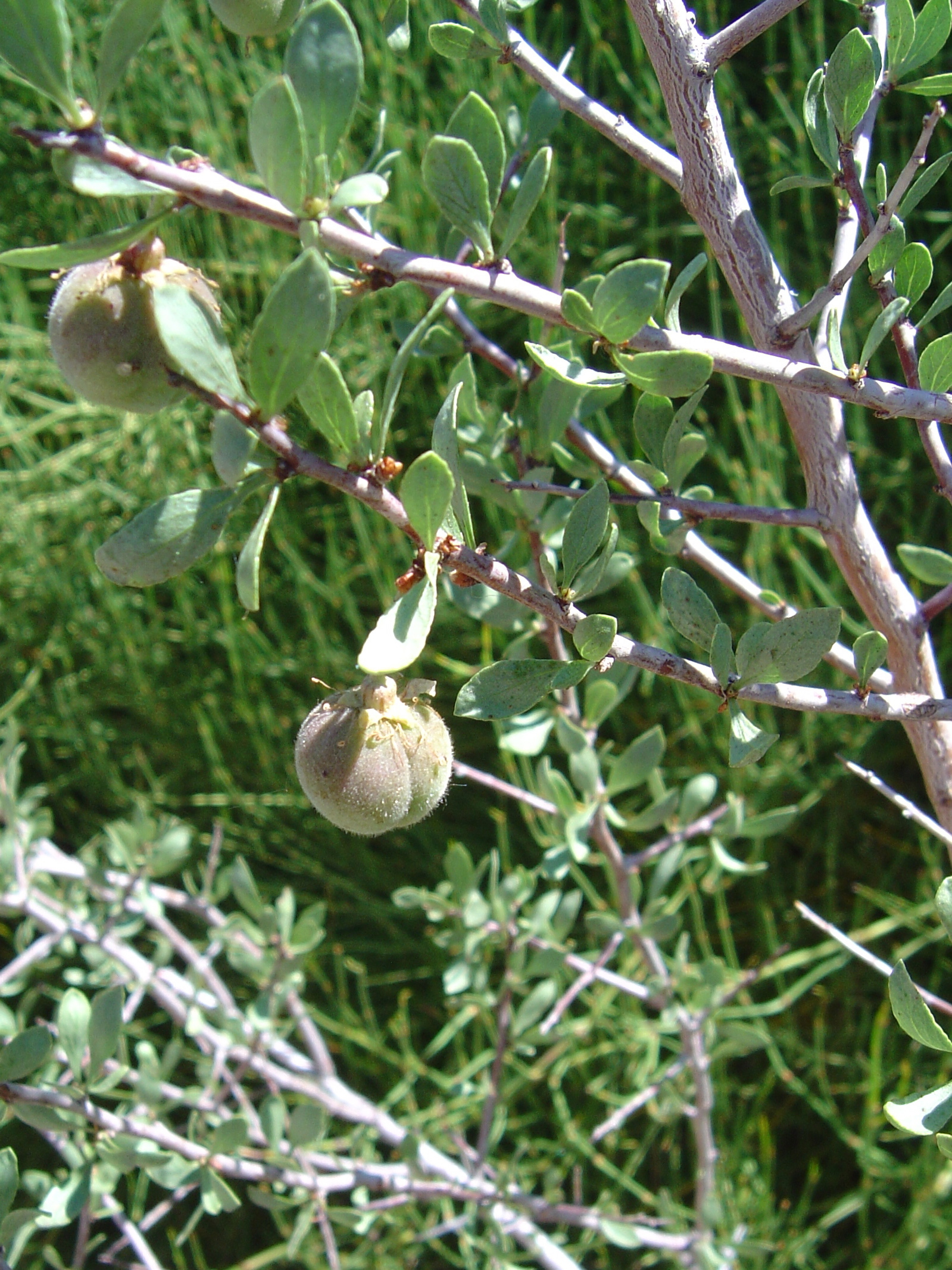
плоди